# 南スマトラ州
南スマトラ州 (みなみスマトラしゅう、インドネシア語: Sumatera Selatan) は、インドネシアの州の一つ。

## 地形
スマトラ島に位置し、南でランプン州、西でブンクル州、北でジャンビ州と隣接する。東にはバンカ島やブリトゥン島がある。

## 行政
州都はパレンバンである。州内は10の地域からなる。
- Banyuasin (Pangkalan Balai)
- Lahat (Lahat)
- Muara Enim Regency (Muara Enim)
- Musi Banyuasin (Sekayu)
- Musi Rawas (Muara Beliti Baru)
- Ogan Ilir (Indralaya)
- Ogan Komering Ilir (Kayuagung)
- Ogan Komering Ulu (Baturaja)
- East Ogan Komering Ulu (Martapura)
- South Ogan Komering Ulu (Muaradua)

ほかルブクリンガウ、パガー・アラム、パレンバン、プラブムリーの4市。